# Foissy-sur-Vanne
Foissy-sur-Vanne é uma comuna francesa na região administrativa de Borgonha-Franco-Condado, no departamento de Yonne. Estende-se por uma área de 15,5 km². Em 2010 a comuna tinha 314 habitantes (densidade: 20,3 hab./km²).